# Fergusonita
El grupo de la fergusonita está formado por minerales complejos, pertenecientes algrupo de los óxidos, de fórmula general XNbO4, siendo X un elemento de la familia de las tierras raras. Hasta el momento, se han reconocido tres especies, con Ce, Y o Nd como dominantes. Recibió el nombre  en honor de Robert Ferguson, colono escocés del siglo XVIII que además de político fue recolector de minerales. En un principio se les consideraba a todos el mismo mineral, pero al avanzar la tecnología se han visto diferencias profundas entre los ejemplares, por lo que se decidió separarlos.
La fergusonita-Y se encontró por primera vez en 1826 por Wilhelm Karl Ritter von Haidinger en la localidad tipo, la isla Qeqertaussaq, cerca Atammik,  Groenlandia.

## Especies minerales
El término fergusonita se corresponde con tres minerales siguientes, los dos primeros aceptados por la Asociación Mineralógica Internacional, mientras que el tercero no ha sido aprobado por esta, pero tiene aceptación como mineral en diversas publicaciones:
- Fergusonita-(Ce): CeNbO4·0.3H2O
- Fergusonita-(Y): YNbO4
- Fergusonita-(Nd): NdNbO4

Entre estos tres extremos se formarían series de solución sólida, dando una familia de minerales por sustituciones parciales de los tres iones metálicos.

## Características químicas
También pueden llevar impurezas de otros minerales como el lantano o el titanio.
Todos estos minerales fergusonita presentan dimorfismo con sus análogos ß-fergusonita.

## Formación y yacimientos
Se ha visto que aparece en el interior de rocas carbonatitas. En China se ha encontrado en la zona de contacto con granitos de un mármol dolomítico derivado de carbonatita.
Otros minerales a los que suele ir asociado son: magnetita, flogopita, grafito, clorita, cuarzo, pirita, columbita, allanita, apatito, fersmita, monacita, calcita o dolomita.